# Pierre Paul-Hus
Pierre Paul-Hus, né le 5 novembre 1969 à Granby, au Québec, est un militaire (actif au sein des Forces armées canadiennes de 1987 à 2009), éditeur, entrepreneur et homme politique canadien. Il est depuis les élections fédérales de 2015 député conservateur de la circonscription de Charlesbourg—Haute-Saint-Charles à la Chambre des communes du Canada. 
Il est le lieutenant politique pour le Québec du chef de l'opposition officielle Pierre Poilievre et ce depuis le 20 septembre 2022. Il est aussi ministre du cabinet fantôme pour les Services publics et l’Approvisionnement de septembre 2020 à septembre 2022. Il sert comme ministre du cabinet fantôme pour la Sécurité publique et la Protection civile de septembre 2017 à septembre 2020. Auparavant, il était porte-parole associé en matière de Défense nationale. Il est vice-président du Comité permanent de la Sécurité publique et sécurité nationale à la Chambre des communes de 2017 à 2020. 
De 2020 à 2022, il est membre du comité des opérations gouvernementales et membre du Comité spécial des relations sino-canadiennes.
En plus de sa fonction de lieutenant politique pour le Québec, il préside le sous-cabinet fantôme responsable de la Sécurité publique, justice, affaires étrangères et de la défense (PSJFA).

## Biographie
Diplômé en science politique à l'Université Laval en 1990, Pierre Paul-Hus possède également une formation militaire d’officier d’infanterie et est diplômé du Collège d’État-Major de Kingston (Ontario), en 2000, et de l'École militaire de Paris en 2001. Avec son père Denys Paul-Hus, il fonde en 1995 le magazine PRESTIGE, une publication distribuée gratuitement à Québec et Lévis et mettant en valeur les réalisations d'entrepreneurs de la région. En 2013, il rachète les parts de son père et devient propriétaire unique de Prestige Groupe Média. Cette entreprise publie les magazines Prestige et Hôtels, Restaurants et Institutions. 
De 2006 à 2019, il est actionnaire des Sélections mondiales des vins – Canada, une compétition vinicole, ainsi que des Sélections mondiales des spiritueux – Canada.

### Carrière militaire
En 1987, alors qu'il termine ses études secondaires, Pierre Paul-Hus joint les rangs du Régiment de la Chaudière, unité de réserve des Forces armées canadiennes. Il est son commandant de 2003 à 2007, atteignant le grade de lieutenant-colonel. Durant les 22 ans de son service militaire, il effectue deux missions opérationnelles : la première à Goose Bay, au Labrador, sous l'égide de l'OTAN, et la seconde, à Chypre avec le 3e bataillon du Royal 22e Régiment pour les Nations unies. 
En juin 2004, lors des célébrations du 60e anniversaire du débarquement de Normandie, il inaugure quatre monuments en autant de villes et communes normandes[réf. souhaitée]. Durant sa dernière année de service, en 2008, il coordonne les activités militaires du 35e Groupe-brigade du Canada pour le 400e anniversaire de Québec.

### Carrière politique
Pierre Paul-Hus est candidat défait aux élections fédérales de 2011 dans la circonscription de Louis-Hébert. Lors de l'élection fédérale du 19 octobre 2015, il est élu sous la bannière conservatrice dans la circonscription de Charlesbourg—Haute-Saint-Charles avec une avance de 12 918 voix sur la députée sortante Anne-Marie Day du Nouveau Parti démocratique.
Le 20 novembre 2015, il est nommé porte-parole associé en matière de Défense nationale dans l'opposition officielle et membre du Comité permanent de la défense nationale de la Chambre des communes (NDDN).
Paul-Hus est vice-président de l'Association parlementaire canadienne de l'OTAN et est membre de la Commission de Défense et sécurité de l'association parlementaire de l'OTAN depuis octobre 2016.
En août 2017, le chef de l'opposition officielle, Andrew Scheer, le nomme ministre du cabinet fantôme pour la Sécurité publique et la Protection civile. Il est également élu vice-président du Comité permanent de la Sécurité publique et de la sécurité nationale (SECU). 
Pierre Paul-Hus est réélu député en 2019 et en 2021,.